# Rezeptor-Typ Tyrosin-Proteinphosphatase C
Die Rezeptor-Typ Tyrosin-Proteinphosphatase C (synonym CD45, PTPRC) ist ein Oberflächenprotein aus der Gruppe der Proteinphosphatasen. Das Transmembranprotein CD45 wird von allen hämatopoetischen Zellen sowie Leukozyten – mit Ausnahme von Erythrozyten und Plasmazellen – in einer hohen Anzahl auf der Zellmembran exprimiert, (auch englisch common leukocyte antigen). Das Oberflächenprotein gehört zu einer Familie bestehend aus mindestens fünf Glykoproteinen mit einem hohen Molekulargewicht. Bevorzugt werden also hämatopoetische Zellen und Lymphozyten. Das Molekül stellt eine der Hauptkomponenten ihrer Glykokalyx dar. Es existieren verschiedene Isoformen von CD45D, die durch alternatives Splicing von Exon 4, 5 und 6 entstehen. CD45-RA ist vorwiegend auf naiven T-Zellen und medullären Thymozyten nachweisbar, während die Splice-Variante CD45-RB von T-Gedächtniszellen und kortikalen Thymozyten produziert wird.

## Eigenschaften
PTPRC dephosphoryliert Phosphotyrosinreste in Proteinen. Sie bindet an DPP4 und ist beteiligt an der Aktivierung von T-Zellen, woraufhin SKAP1 und Fyn gebunden und dephosphoryliert werden. Sie ist glykosyliert und phosphoryliert. Die Glykosylierung von PTPRC ändert sich, und damit auch die Protein-Protein-Interaktionen. In T-Zellen wird Lck durch die PTPRC dephosphoryliert, in B-Zellen dagegen Lyn. In T-Zellen wird die Aktivierbarkeit des T-Zell-Rezeptors verstärkt.
Eine Expression von CD45 auf der Zellmembran ist eine Voraussetzung für die Signalübertragung über den T-Zell-Rezeptor.